# Kacrin
Kacrin (hebr. קצרין; oficjalna pisownia w ang. Katzrin) – samorząd lokalny położony w Dystrykcie Północnym, w Izraelu.

## Położenie
Miasteczko leży na Wzgórzach Golan. Jest to centrum administracyjne, gospodarcze i kulturalne Wzgórz Golan. Na północny wschód od Qatzrin znajduje się baza Sił Obronnych Izraela.

## Historia
W 1967 osadę zajęły wojska izraelskie podczas wojny sześciodniowej.

## Demografia
Zgodnie z danymi Izraelskiego Centrum Danych Statystycznych w 2006 roku w osadzie żyło 6,5 tys. mieszkańców, wszyscy Żydzi.
Populacja osady pod względem wieku (dane z 2006):
| Wiek (w latach) | Procent populacji w % |
| --------------- | --------------------- |
| 0-4             | 7,0%                  |
| 5-9             | 8,0%                  |
| 10-14           | 8,8%                  |
| 15-19           | 8,6%                  |
| 20-29           | 15,7%                 |
| 30-44           | 18,2%                 |
| 45-59           | 19,9%                 |
| ponad 60        | 13,8%                 |

Źródło danych: Central Bureau of Statistics.

## Współpraca
- Mikulov, Czechy

## Galeria

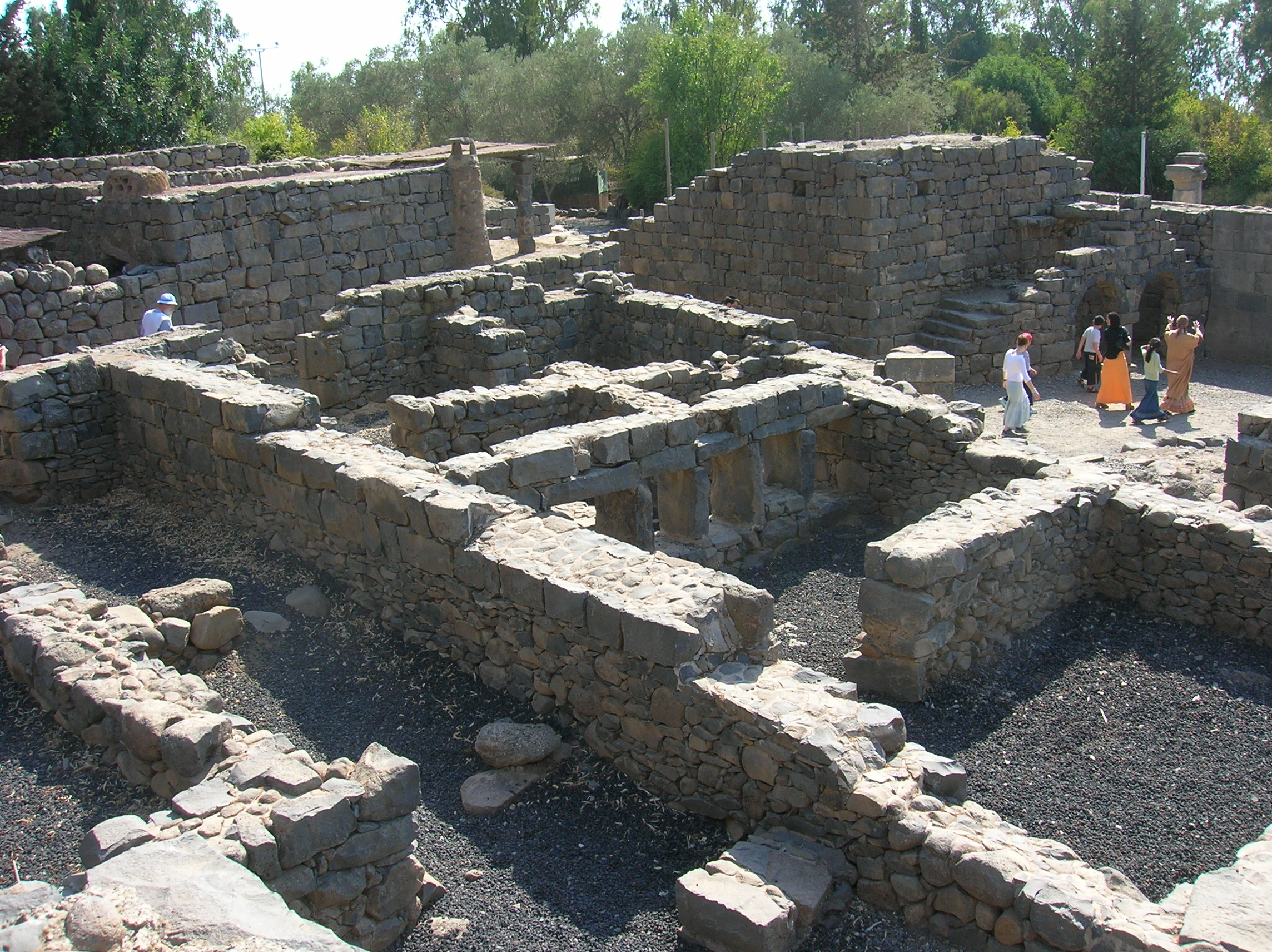
Starożytne ruiny w Kacrin
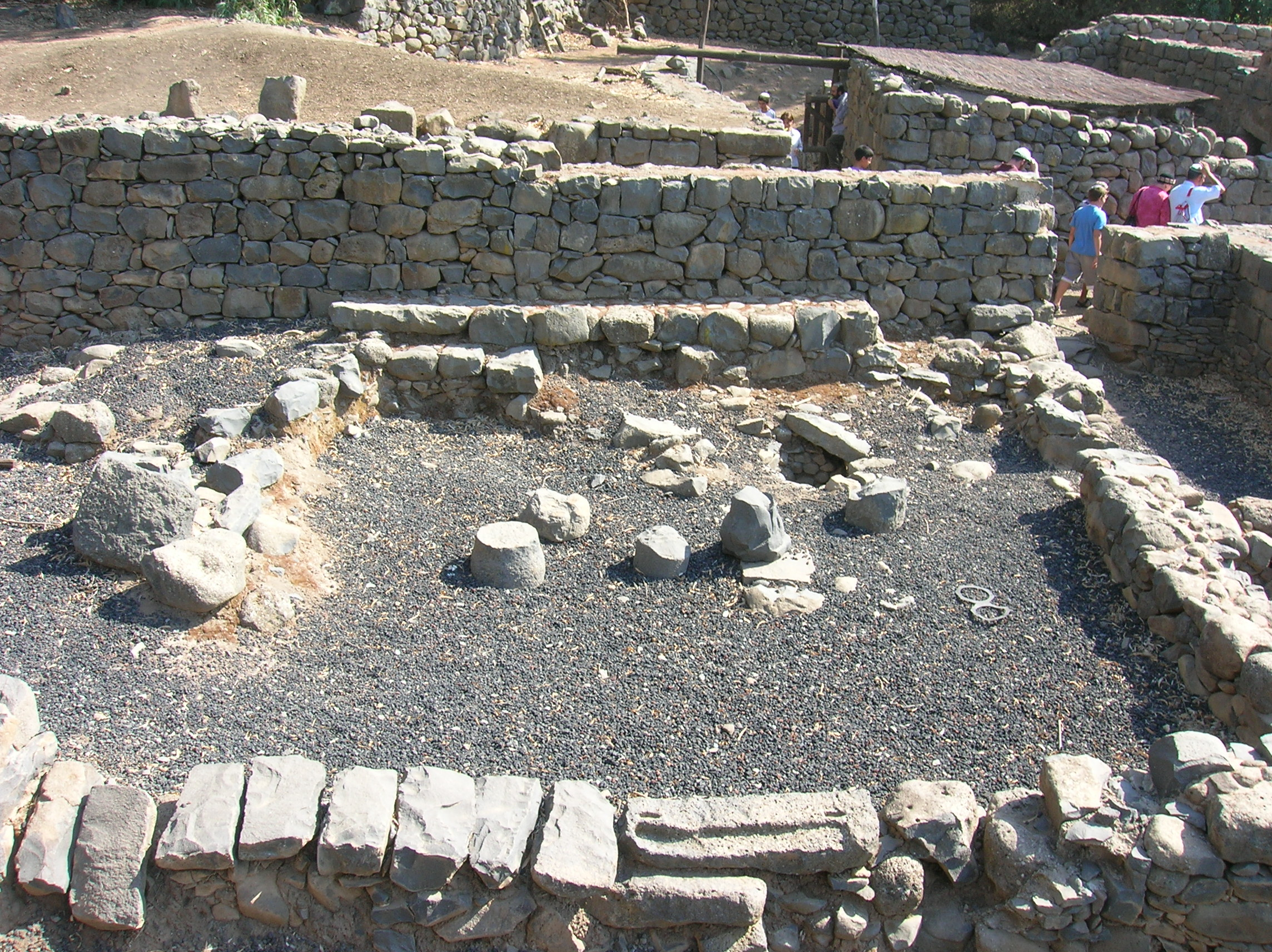
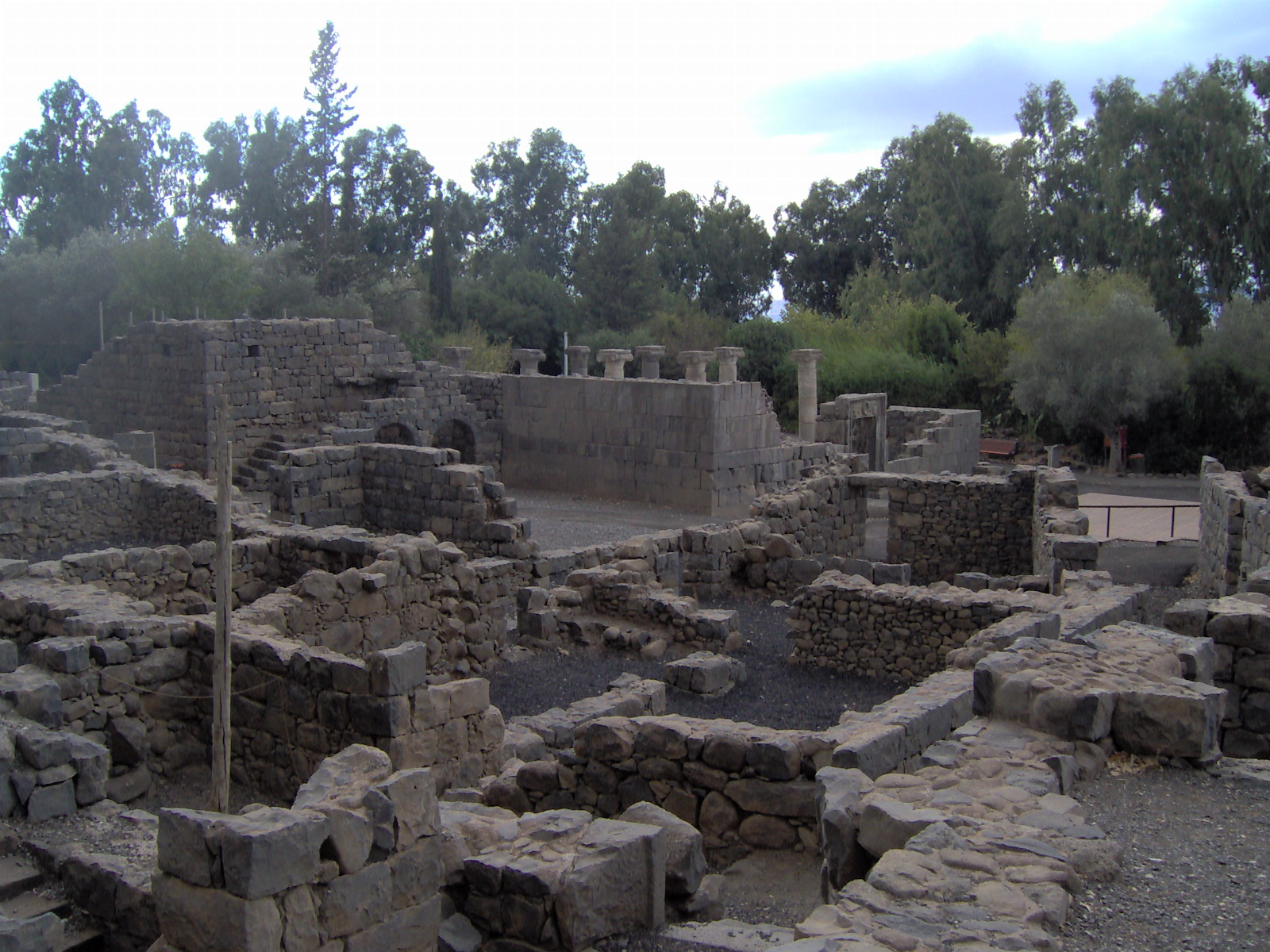